# Manifestation du 26 mars 2005 à Taïwan
La manifestation taïwanaise du 26 mars 2005, est une manifestation à Taïwan pour dénoncer la loi antisécession adoptée par l'Assemblée nationale populaire chinoise le 14 mars 2005.
Un million d'habitants de l'île de Taïwan ont manifesté à Taipei pour dénoncer les points menaçants de la loi antisécession adoptée par la république populaire de Chine (RPC). Cette loi légalise l'emploi de moyens « non-pacifiques » afin de prévenir toute forme possible de déclaration d'indépendance de la république de Chine (RC). Les habitants de l'île de Taïwan, de facto indépendante de la Chine continentale depuis 1949, rejettent surtout l'unilatéralisme de cette Chine continentale et affirment que leur éventuelle déclaration d'indépendance est uniquement du ressort de la population taïwanaise.